# あいのり 1999-2009 THE BEST OF LOVE SONGS
『あいのり 1999-2009 THE BEST OF LOVE SONGS』は、2009年7月29日にポニーキャニオンから発売されたコンピレーション・アルバム。

## 内容
- フジテレビ系で放送されていた『あいのり』の歴代主題歌10曲を1枚にまとめたコンピレーション・アルバム。収録曲中5曲がオリコンチャートで1位を獲得した楽曲である[1]。
- 初回限定盤には特典映像を収録したDVDが付いている。

## 収録曲
1. 始まりの場所 / ゆず
2. fragile / Every Little Thing
3. Way of Difference / GLAY
4. 明日への扉 / I WiSH
5. スターゲイザー / スピッツ
6. 未来の地図 / Mi
7. 超特急 / ゆず
8. My Love / 川嶋あい
9. Fate / 遊吟
10. 大っきらい でもありがと / 青山テルマ